# Marie François Emmanuel de Crussol

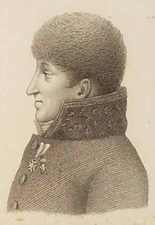
Marie François Emmanuel de Crussol, Duc d’Uzès, Anonym, 19. Jahrhundert

Marie François Emmanuel de Crussol (* 30. Dezember 1756 in Paris; † 6. August 1843 auf Schloss Bonnelles) war ein französischer Militär und Politiker.

## Leben
Er war der Sohn von François Emmanuel de Crussol (1728–1802), dem 9. Herzog von Uzès, und -Magdeleine Julie Victoire de Pardaillan de Gondrin (1731–1799). Am 8. April 1777 heiratete er in Paris Amable Émilie de Châtillon (* 1761; † 6. Mai 1840 in Paris), Tochter von Louis Gaucher de Châtillon, 2. Herzog von Châtillon, Enkelin von Louis César de La Baume Le Blanc, Herzog von La Vallière. Sie hatten drei Kinder:
- Adrien François Emmanuel (15. November 1778 in Paris; † 1. April 1837 in Marseille), genannt le Duc de Crussol; ⚭ 19. Januar 1807 Catherine Victurnienne Victorine de Rochechouart de Mortemart (* 4. Juni 1776; † 15. Juli 1809), Tochter von Victurnien Jean-Baptiste de Rochechouart, Herzog von Mortemart, Pair de France, und Gabrielle d’Harcourt (Haus Rochechouart)
- Alexandrine Clémentine Zoé Emmanuelle Timarette (* 4. Januar 1785 in Paris; † 7. April 1866 ebenda); ⚭ 10/18. April 1804 Bonabes Louis Victurnien Alexis, Marquis de Rougé, Pair de France, Maréchal de camp († 29. März 1839 in Paris)
- Amable Théodoul Jules Emmanuel (* 13. März 1782 in Paris; † 2. Februar 1813 in Okuwiel, Polen)

Am 10. März 1788 wurde er Mestre de camp des Régiment Royal-Navarre cavalerie. Während der Französischen Revolution war er im Exil und diente in der Armee der Emigranten im Rang eines Maréchal de camp. Ab März 1797 befand er sich am russischen Hof in Sankt Petersburg an der Seite seiner Schwägerin Louise Emmanuelle de Châtillon, die durch ihre Heirat Fürstin von Tarent geworden war. Mit dem Tod seines Vaters am 22. März 1802 wurde er der 10. Herzog von Uzès.
Während der Restauration kehrte er nach Frankreich zurück und erhielt seine Besitztümer zurück, die als Nationalgüter beschlagnahmt worden waren, insbesondere die Burg Uzès und das Gut Bonnelles (im heutigen Département Yvelines), dessen kurz vor der Revolution wiederaufgebauter Wohngebäude jedoch abgerissen worden war. Dennoch blieb dort ein Haus erhalten, in dem er 1843 starb, bevor das heutige Schloss inmitten eines von ihm erheblich vergrößerten Anwesens errichtet wurde.
Am 4. Juni 1814 wurde er zum Pair de France auf Lebenszeit und Lieutenant-général ernannt, am 10. August 1815 zum erblichen Pair und am 31. August 1817 zum erblichen Duc-Pair. In der Chambre des Pairs stimmte er ständig mit den Ultraroyalisten und sprach sich im Prozess gegen Marschall Ney am 6. Dezember 1815 für die Todesstrafe aus – Ney wurde am Tag darauf erschossen.
Am 29. Mai 1825 bei der Krönung von Karl X. vertrat er Louis VI Henri de Bourbon-Condé als Großmeister von Frankreich. Am 30. Mai 1825 wurde er zum Ritter im Orden vom Heiligen Geist ernannt.
Nach der Julirevolution von 1830 weigerte er sich, den Eid auf die neue Monarchie zu leisten und verließ daraufhin die Chambre des Pairs.
Er starb am 6. August 1843 auf Schloss Bonnelles, sein Nachfolger wurde sein Enkel Armand Géraud Victurnien Jacques Emmanuel (* 28. Januar 1808), da sein Sohn, der Duc de Crussol bereits verstorben war.